# یوهین هندوچینی
یوهین هندوچینی (نام علمی: Yuhina torqueola) نام یک گونه از سرده یوهین است.